# Creștinismul și Islamul

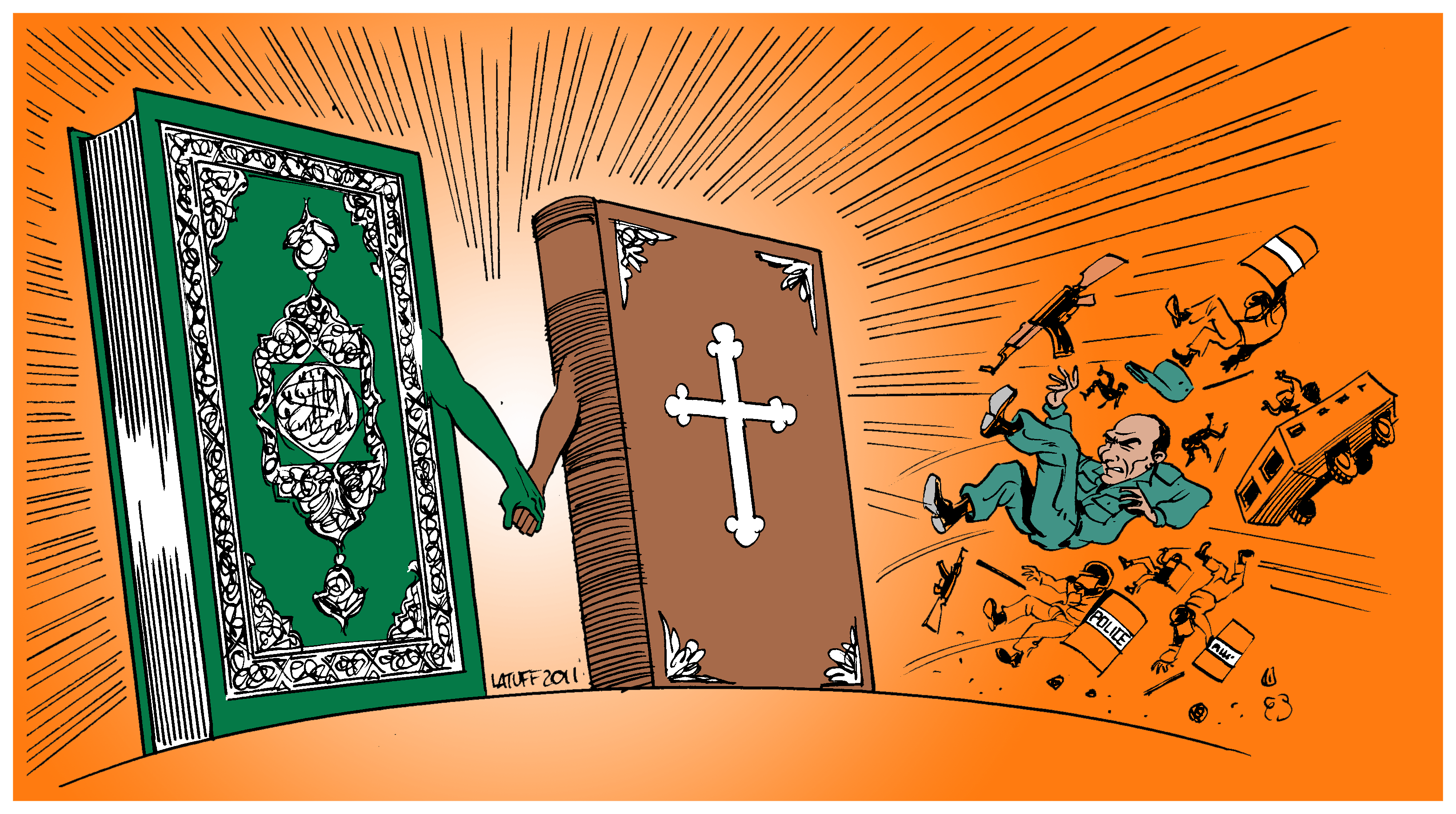
Coranul și Biblia opresc dictatura militară din Egipt, desen de Carlos Latuff (2011)

Creștinismul și Islamul, religiile cu cel mai mare număr de adepți din lume, prezintă o serie de asemănări, precum: monoteismul, promovarea păcii, existența Raiului dar și a Iadului, a Judecății de Apoi sau a unor profeți (Isus din Nazaret, Adam, Noe, Avraam, Moise sau Muhammad) care au răspândit mesajul divin.
Dacă pentru creștinism autoritatea doctrinală este Biblia iar instituția reprezentativă este Biserica, pentru islam „Cartea Sfântă” este Coranul iar rugaciunile colective se desfășoară în moschei. Atât pentru creștini, cât și pentru musulmani și evrei, judecătorul suprem este Dumnezeu.
Mai vizibile sunt însă diferențele dintre cele două religii în ceea ce privește povestea lui Iisus, natura lui Dumnezeu, libertățile și obligațiile credincioșilor.

## O scurtă definire a celor două religii

### Creștinism
Creștinismul, alături de iudaism și islam, este o religie monoteistă, fiind prima ca număr de adepți din lume. Numele creștinilor provine de la cel al lui Isus Cristos, de la care a pornit această credință. Autoritatea doctrinală este Biblia, iar instituția reprezentativă este Biserica. Biblia reprezintă „cuvântul lui Dumnezeu” numita și Sfânta Scriptură. Biblia este  compusă din diferite „cărți” (80 la număr), grupate în Vechiul Testament și Noul Testament.

### Islam
Islamul, religia tuturor musulmanilor, a fost fondată în secolul al VII-lea in Peninsula Arabă, de profetul Muhammad, bazată pe textul Coranului. Potrivit Islamului, Muhammad a fost ultimul profet și mesager al lui Dumnezeu (Allah în limba arabă). Coranul este cartea sfântă a musulmanilor alcătuită din revelațiile făcute de Dumnezeu către profetul Muhammad prin intermediul îngerului Gabriel direct în limba arabă. Revelația coranică, dintre anii 612-632, s-a concretizat în 114 de capitole sau sure de lungimi diferite, de la 3 pană la 287 de versete, aranjate în ordine descrescătoare.

## Asemănări
Creștinismul și Islamul sunt două religii monoteiste ce au un strămoș comun, pe profetul Avraam ce promovează existenta unui singur creator al universului, numit Dumnezeu sau Allah (în limba arabă). Dumnezeu a trimis diverși profeți precum Adam, Noe, Avraam, Moise care să răspândească mesajul divin. Biserica susține că Maria a fost fecioară în sens teologic, Coranul doar că a fost virgină.
Credincioșii au obligația de a respecta poruncile date și învățăturile morale ale profeților. Ambele religii susțin că nașterea lui Iisus, cât și semnele înfăptuite de acesta, au fost minuni.
Diavolul este reprezentarea răului și credincioșii nu trebuie să urmeze calea lui, deoarece Ziua de Apoi va veni și toți vor fi judecați pentru faptele comise. Existența Raiului și a Iadului unde, după moarte, credincioșii vor fi răsplătiți sau pedepsiți pentru faptele lor.

## Deosebiri

### Izbăvire
Creștișnism: În ceea ce privește izbăvirea, creștinismul susține că omul se naște cu păcatul originar.
“De aceea, precum printr-un om a intrat păcatul în lume și prin păcat moartea, așa și moartea a trecut la toți oamenii, pentru că toți au păcătuit în el.„  (Epistola către Romani a Sfântului Apostol Pavel, 5:12).
Islam: Pe de altă parte, islamul susține că omul se naște fără de păcat.

#### Este Iisus calea către salvare?
Creștinismul susține că Iisus este singura cale de salvare a credincioșilor.
“Că întru numele lui Iisus tot genunchiul să se plece, al celor cerești și al celor pământești și al celor de dedesubt. Și să mărturisească toată limba că Domn este Iisus Hristos, întru slava lui Dumnezeu Tatăl.„ (Epistola către Filipeni a Sfântului Apostol Pavel, 2:10-11)
Islamul nu recunoaște puterea lui Iisus, susținând totuși că el este un profet, un mesager a lui Dumnezeu.
Spune însa și următoarele: “Eu sunt robul lui Dumnezeu care mi-a dăruit Cartea si m-a făcut Profet.„  Sura 19 :30
Creștinismul spune că prin fapte și prin credința în și cu ajutorul singurului Dumnezeu Tatăl, Fiul și Duhul Sfânt oamenii se pot mântui. “Căci în har sunteți mântuiți, prin credință, și aceasta nu e de la voi: este darul lui Dumnezeu; Nu din fapte, ca să nu se laude nimeni.„   (Epistola către Efesieni a Sfântului Apostol Pavel, 2:8-9)
Islamul susține că faptele bune le anulează pe cele rele.
„Săvârșește-ți rugăciunea la cele două capete ale zilei și în apropierea nopții. Cele bune fac să plece cele rele. Aceasta este o amintire pentru cei care își aduc aminte.”  (Sura 11:114)

### Despre Dumnezeu

##### Este Dumnezeu o trinitate ?
C : Creștinismul afirmă că Dumnezeu este Unul în ființă și întreit în ipostasuri(persoane divine): Tatăl, Fiul și Sfântul Duh.
I : Islamul consideră aceasta idee o blasfemie.
Cei care spun : „Dumnezeu este al treilea din trei sunt tăgăduitori. Nu este dumnezeu afara de Dumnezeu, Unul. Daca nu se leapădă de ceea ce spun, o osânda dureroasa îi va atinge pe cei care tăgăduiesc dintre ei.” Sura 5 :73

##### Cine face parte din această trinitate ?
C : Potrivit Bibliei din trinitate fac parte Tatăl, Fiul și Sfântul Duh.
“Drept aceea, mergând, învățați toate neamurile, botezându-le în numele Tatălui și al Fiului și al Sfântului Duh.„ Sfânta Evanghelie după Matei (28:19)
I: In Coran se afirmă  că trinitatea din religia creștina este alcătuita din Dumnezeu- Tatal, Dumnezeu – Sfantul Duh (ingerul Gabriel) și –Fiul (Iisus).
Coranul spuse : „O, Iisus, fiu al Mariei ! Tu ai spus oamenilor : Luati-ma pe mine si pe mama mea drept dumnezei mai presus de Dumnezeu ?” Sura 5 :116

### Povestea lui Iisus

##### A fost Iisus creat ?
C : Biblia susține că Iisus Hristos nu a fost creat ci născut din Dumnezeu Tatăl mai înainte de veci, de o ființă cu Tatăl, care prin pogorârea Duhului Sfânt și din fecioara Maria S-a făcut om.
„El este mai înainte decât toate și toate prin El sunt așezate.” Epistola către Coloseni a Sfântului Apostol Pavel (1:17)
I : Islamul afirmă că Iisus a fost conceput în mod miraculos datorită voinței lui Dumnezeu.
„Iisus este înaintea lui Dumnezeu precum Adam pe care l-a creat din țarână și apoi îi spuse: „Fii !” Și așa a fost.” Sura 3 :59

##### Este Iisus trimisul lui Dumnezeu sau  doar un simplu apostol ?
C : Biblia ne învață că Iisus este fiul lui Dumnezeu, Duhul Sfânt este cel trimis de către Tatăl.
„Iisus i-a zis: Eu sunt Calea, Adevărul și Viața. Nimeni nu vine la Tatăl Meu decât prin Mine.”  Sfânta Evanghelie după Ioan (14:6)
I : Coranul ne spune că Iisus a fost doar un profet al lui Dumnezeu.
„O, oameni ai Cărții ! Nu întreceți măsura in credința voastră! Nu spuneți despre Dumnezeu decât Adevărul ! Da, Cristos ! Iisus, fiul Mariei, este trimisul lui Dumnezeu, Cuvântul Lui pe care l-a aruncat Mariei, un Duh de la El(…)”  Sura 4 :171

##### A fost Iisus crucificat ?
C : Creștinii susțin că Iisus a fost crucificat și a murit pentru iertarea păcatelor tuturor oamenilor.
„Căci am judecat să nu știu între voi altceva, decât pe Iisus Hristos, și pe Acesta răstignit.” Epistola întâia către Corinteni a Sfântului Apostol Pavel (2:2)
I : Islamul afirmă ca Iisus nu a fost crucificat.
„După cum au mai spus:
„Da, noi l-am ucis pe Cristos, Iisus, fiul Mariei, trimisul lui Dumnezeu.” Ei încă nici nu l-au ucis, nici nu l-au răstignit, ci numai li s-a părut așa(… )” Sura 4 :157

### Iisus și Muhammad

##### Fiul lui Dumnezeu sau doar un muritor ?
C : Biblia afirmă că Iisus este fiul lui Dumnezeu.
„Despre Cel pe care Tatăl L-a sfințit și L-a trimis în lume, voi ziceți: Tu hulești, căci am spus: Fiul lui Dumnezeu sunt? (…)” Sfânta Evanghelie după Ioan (10:36)
I : Contrar Bibliei, Coranul, cartea sfântă a musulmanilor, afirma ca Iisus a fost doar un profet.
„Și ca să-i prevină pe cei care spun: „Dumnezeu si-a luat un fiu* ! Nici ei si nici tații lor nu au despre aceasta vreo știință. Grea este vorba ce le iese din gura. Ei nu spun decât minciuni !” Sura 18 :4-5

##### Cu păcat sau fără de păcat ?
C : Potrivit Bibliei, Iisus a fost fără de păcat „Căci spre aceasta ați fost chemați, că și Hristos a pătimit pentru voi, lăsându-vă pildă, ca să pășiți pe urmele Lui, Care n-a săvârșit nici un păcat, nici s-a aflat vicleșug în gura Lui,(…)” Întâia Epistolă Sobornicească a Sfântului Apostol Petru (2 :21-22)
I : Islamul afirmă că Muhammad a avut păcate.
Spune : „Eu nu sunt decât un om asemenea vouă si mi s-a dezvăluit ca Dumnezeul vostru este Dumnezeu Unul, iar cel care nădăjduiește în întâlnirea cu Dumnezeul său trebuie să săvârșească fapte bune și să nu alăture pe nimeni în închinăciunea sa către Domnul său*.” Sura 18:110